# Sexy Cora
Sexy Cora (született: Carolin Ebert, polgári nevén Carolin Wosnitza, Berlin, 1987. május 2. – Hamburg, 2011. január 20.) német pornószínésznő, énekesnő, modell és a valóságshow szereplő.
Cora Berlinben született. Szerepelt a németországi Big Brother 10. szezonjában. Cora két zenei kislemezt adott ki a My Love - La, la, la és a Lass uns kicken (Alles Klar Wunderbar) címűt.

## Orvosi problémák és a halál
Cora 2009-ben kórházba került miután megpróbált egy világrekordot felállítani. 2011. január 11-én szívrohamot kapott, egy plasztikai sebészeti klinikán, Hamburgban, miközben mellnagyobbító műtétet végeztek rajta. Ez volt a hatodik ilyen műtéte. A műtét során megállt a szíve, majd átvitték a helyi kórházba, ahol mesterséges kómában tartották egy hétig. A rendőrség a klinikán esetleges műhiba után nyomoz. Cora 2011. január 20-án halt meg.
Január 21-én, a két orvost, aki a műtétet végezte megvádolták gondatlanságból elkövetett emberöléssel. A klinika által kiadott nyilatkozat szerint az érintett orvosok nagyon zaklatottak, és nagyon sajnálják a beteg halálát. Ők minden segítséget meg fognak adni annak érdekében, hogy a nyomozók kiderítsék a halál okát.

## Filmográfia
- 2009 – Versaute Freizeit
- 2010 – Be Famous
- 2011 – Gegengerade - Niemand siegt am Millerntor!

## Díjak
- 2010 – Venus-díj: Legjobb amatőr színésznő Németországban[4]
- 2010 – Venus-díj: Legjobb Toy sorozat International (Sexy Cora játékok / Orion)
- 2010 – Erotixxx díj: Legjobb amatőr színésznőnek[4]

## Zenei kislemezek
- 2010 – My Love – La, La, La
- 2010 – Lass uns kicken (Alles klar wunderbar)